# Vilim Posinković
Vilim Posinković (Sarajevo, 10 gennaio 1991) è un calciatore croato, centrocampista del Linth 04.

## Carriera
Ha giocato nella massima serie dei campionati finlandese, cipriota, bulgaro e bosniaco.

## Palmarès

### Club

#### Competizioni nazionali
- Coppa di Bulgaria: 1

Lokomotiv Plovdiv: 2018-2019